# Roccastrada
Roccastrada település Olaszországban, Toszkána régióban, Grosseto megyében. Lakosainak száma 8747 fő (2023. január 1.). Roccastrada Campagnatico, Civitella Paganico, Grosseto, Massa Marittima, Monticiano, Montieri, Chiusdino és Gavorrano községekkel határos.

## Népesség
A település lakossága az elmúlt években az alábbi módon változott:
| Lakosok száma | 9166 | 9074 | 8747 |
|               | 2017 | 2018 | 2023 |